# Cecil Smith
Cecil Elaine Eustace Smith, da sposata Gooderham e poi Hedstrom (Toronto, 14 settembre 1908 – 9 novembre 1997) è stata una pattinatrice artistica su ghiaccio canadese.

## Palmarès

### Individuale femminile
| Evento                       | 1923 | 1924 | 1925 | 1926 | 1927 | 1928 | 1929 | 1930 | 1931 | 1932 | 1933 |
| ---------------------------- | ---- | ---- | ---- | ---- | ---- | ---- | ---- | ---- | ---- | ---- | ---- |
| Giochi olimpici invernali    |      | 6°   |      |      |      | 5°   |      |      |      |      |      |
| Campionati mondiali          |      |      |      |      |      |      |      | 2°   |      |      |      |
| North American Championships |      |      | 2°   |      | 3°   |      |      |      |      |      | 2°   |
| Campionati canadesi          | 2°   |      | 1°   | 1°   | 2°   |      | 2°   |      | 2°   |      | 2°   |

### Coppie
(con Melville Rogers)
| Evento                    | 1923 | 1924 |
| ------------------------- | ---- | ---- |
| Giochi olimpici invernali |      | 7°   |
| Campionati canadesi       | 3°   |      |

(Con Stewart Reburn)
| Evento              | 1931 |
| ------------------- | ---- |
| Campionati canadesi | 3rd  |